# Charles Durkee

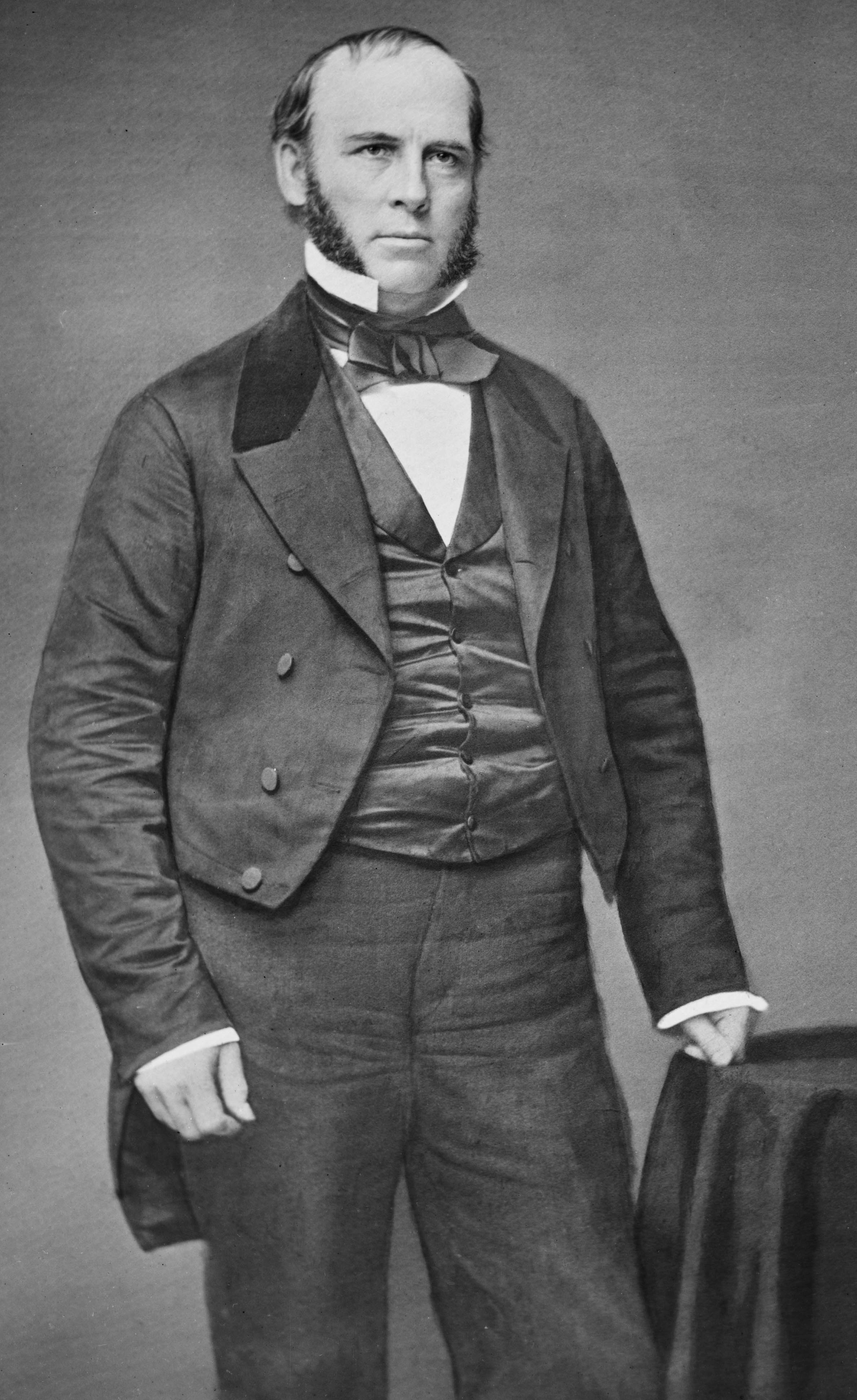
Charles Durkee

Charles Durkee (* 10. Dezember 1805 in Royalton, Windsor County, Vermont; † 14. Januar 1870 in Omaha, Nebraska) war ein US-amerikanischer Geschäftsmann und Politiker.

## Werdegang
Durkee wurde ein Kaufmann und zog 1836 nach Wisconsin. Dort ging er der Landwirtschaft und Holzwirtschaft nach. Ferner war er Stadtgründer von Southport (später Kenosha, Wisconsin). Er entschied sich eine politische Laufbahn einzuschlagen und diente zwei Amtsperioden in der territorialen Legislative. Als Mitglied der Free Soil Party wurde er 1848 in das US-Repräsentantenhaus gewählt. Dort war er bis 1853 zwei Amtsperioden tätig. 1854 wechselte er zur neugegründeten Republikanischen Partei und wurde anschließend durch die Wisconsin State Legislature in den US-Senat gewählt. Dort war er von 1855 bis 1861 eine einzige Amtszeit tätig. 1865 wurde er zum Gouverneur des Utah-Territoriums ernannt und diente in dieser Position bis Dezember 1869, als er aus gesundheitlichen Gründen zurücktreten musste. Er verstarb 1870 in Nebraska bei seiner Heimreise.

## Ehrungen
- Eine Straße in Appleton, Wisconsin wurde nach ihm benannt.
- Eine Grundschule in Kenosha, die viele Jahre seinen Namen trug, wurde 2008 abgerissen.